# Paulien van Deutekom
Paulien Ilse Maria van Deutekom (ur. 4 lutego 1981 w Hadze, zm. 2 stycznia 2019) – holenderska łyżwiarka szybka, pięciokrotna medalistka mistrzostw świata.

## Kariera
Specjalizowała się w biegach na średnich dystansach. Pierwszy sukces w karierze osiągnęła w 2007 roku, kiedy wspólnie z Renate Groenewold oraz Ireen Wüst zdobyła srebrny medal w biegu drużynowym podczas dystansowych mistrzostw świata w Salt Lake City. Na tych samych mistrzostwach indywidualnie zajęła piąte miejsce w biegu na 1500 m i szóste na dwukrotnie dłuższym dystansie. Największe sukcesy osiągnęła w 2008 roku, kiedy zdobyła pięć medali. Rozpoczęła od zajęcia drugiego miejsca na mistrzostwach Europy w Kołomnie, rozdzielając na podium Ireen Wüst i Czeszkę Martinę Sáblíkovą. Parę tygodni później sięgnęła po złoto podczas wielobojowych mistrzostw świata w Berlinie. Ponadto na dystansowych mistrzostwach świata w Nagano razem z Wüst i Renate Groenewold zwyciężyła w biegu drużynowym, a na dystansach 1500 i 3000 m była druga. Czterokrotnie stawała na podium indywidualnych zawodów Pucharu Świata, odnosząc przy tym jedno zwycięstwo: 23 lutego 2008 roku w Heerenveen wygrała bieg na 1500 m. Najlepsze wyniki osiągnęła w sezonie 2007/2008, kiedy była czwarta w klasyfikacji końcowej 3000/5000 m. W 2006 roku wzięła udział w igrzyskach olimpijskich w Turynie, zajmując szóste miejsce w drużynie i trzynaste w biegu na 1500 m. W 2012 roku zakończyła karierę. Latem 2018 zdiagnozowano u niej raka płuc. Zmarła 2 stycznia 2019.

## Osiągnięcia

### Igrzyska olimpijskie
- Turyn 2006
  - 13. (1500 m); 6. (drużynowo)

### Mistrzostwa świata
- Mistrzostwa świata w wieloboju
  - złoto – 2008
- Mistrzostwa świata na dystansach
  - złoto – 2008 (druż.)
  - srebro – 2007 (druż.); 2008 (1500 m, 3000 m)